# Evsey Domar
Evsey David Domar (ur. 16 kwietnia 1914 roku w Łodzi, zm. 1 kwietnia 1997 w Concord) – polsko-amerykański ekonomista. Najbardziej znany jest z modelu wzrostu Harroda-Domara, którego był współautorem.

## Życiorys
Evsey Domar urodził się 16 kwietnia 1914 w Łodzi, która należała w tym czasie do Rosji. Dorastał i zdobywał wiedzę w Mandżurii, skąd wyemigrował do Stanów Zjednoczonych w 1936. Otrzymał tytuł licencjata sztuki na UCLA w 1939, tytuł magistra na University of Michigan (1940) oraz na Harvard University (1943), natomiast tytuł doktora Harvardu zdobył w 1947. Rok wcześniej w 1946 ożenił się z Carolą Rosenthal. Mieli dwie córki.
Evsey Domar zmarł 1 kwietnia 1997 w szpitalu Emerson w Concord.

## Kariera naukowa
Był profesorem na Carnegie Institute of Technology, University of Chicago, w Johns Hopkins University, a od 1957 do końca kariery, w Massachusetts Institute of Technology.
Evsey Domar był członkiem kilku organizacji naukowych, takich jak American Academy of Arts and Sciences, Econometric Society oraz Centrum Zaawansowanych Studiów w Behavioral Sciences. Był w składzie Komitetu Wykonawczego American Economic Association od 1962 do 1965, wiceprezesem został w 1970. Był prezesem Stowarzyszenia Comparative Economics. Ponadto pracował w RAND Corporation, Ford Foundation, Brookings Institution, National Science Foundation, Instytucie Pamięci Battelle oraz Instytucie Analiz Obrony.
Evsey Domar był keynesistą. Dokonał podziału w trzech głównych obszarach gospodarki: historii ekonomicznej, ekonomii porównawczej i wzrostu gospodarczego. Podczas zimnej wojny był również ekspertem w dziedzinie ekonomii radzieckiej.
Najbardziej znany jest, wraz z brytyjskim ekonomistą Royem Harrodem, z modelu wzrostu gospodarczego znanego jako model Harroda-Domara.
Wśród jego uczniów był historyk Robert Fogel, który został uhonorowany Nagrodą Nobla w dziedzinie ekonomii w 1993 roku.

## Wybrane prace
- Evsey Domar: Essays in the Theory of Economic Growth. 1957. ISBN 0-313-23592-9. Brak numerów stron w książce
- The Burden of the Debt and the National Income, 1944, AER.
- Proportional Income Taxation and Risk-Taking, with Richard Musgrave, 1944.
- Capital Expansion, Rate of Growth and Employment, 1946, Econometrica.
- Expansion and Employment, 1947, AER.
- The Problem of Capital Accumulation, 1948, AER.
- Capital Accumulation and the End of Prosperity, 1949, Proceedings of Internat. Statistical Conference
- The Effect of Foreign Investment on the Balance of Payments, 1950, AER.
- A Theoretical Analysis of Economic Growth, 1952, AER.
- Depreciation, Replacement and Growth, 1953, EJ.
- The Case for Accelerated Depreciation, 1953, QJE.
- Essays in the Theory of Economic Growth, 1957.
- On the Measurement of Technological Change, 1961, EJ.
- The Soviet Collective Farm as a Producer Co-Operative, 1966, AER.
- An Index-Number Tournament, 1967, QJE.
- The Causes of Slavery or Serfdom: A hypothesis, 1970, Journal of Economic History.
- On The Optimal Compensation of a Socialist Manager, 1974, QJE.